# Timothée Bazille
Pour les articles homonymes, voir Bazille.
Timothée Bazille, né le 15 mai 1999, est un joueur français de basket-ball.

## Biographie
Après trois années de formation au Centre fédéral de l'INSEP, Timothée Bazille signe un contrat professionnel courant de 2017 à 2024 avec le Limoges CSP.
Il est prêté au Saint-Quentin Basket-Ball pour la saison 2019-2020, prêt renouvelé pour la saison 2020-2021 par le Limoges CSP.